# John Clawson
John Clawson, né le 15 mai 1944 à Duluth dans le Minnesota et mort le 15 décembre 2018, est un ancien joueur américain de basket-ball. Il évolue au poste d'ailier.

## Palmarès
- Champion olympique 1968